# Andrzej Grzybowski (aktor)

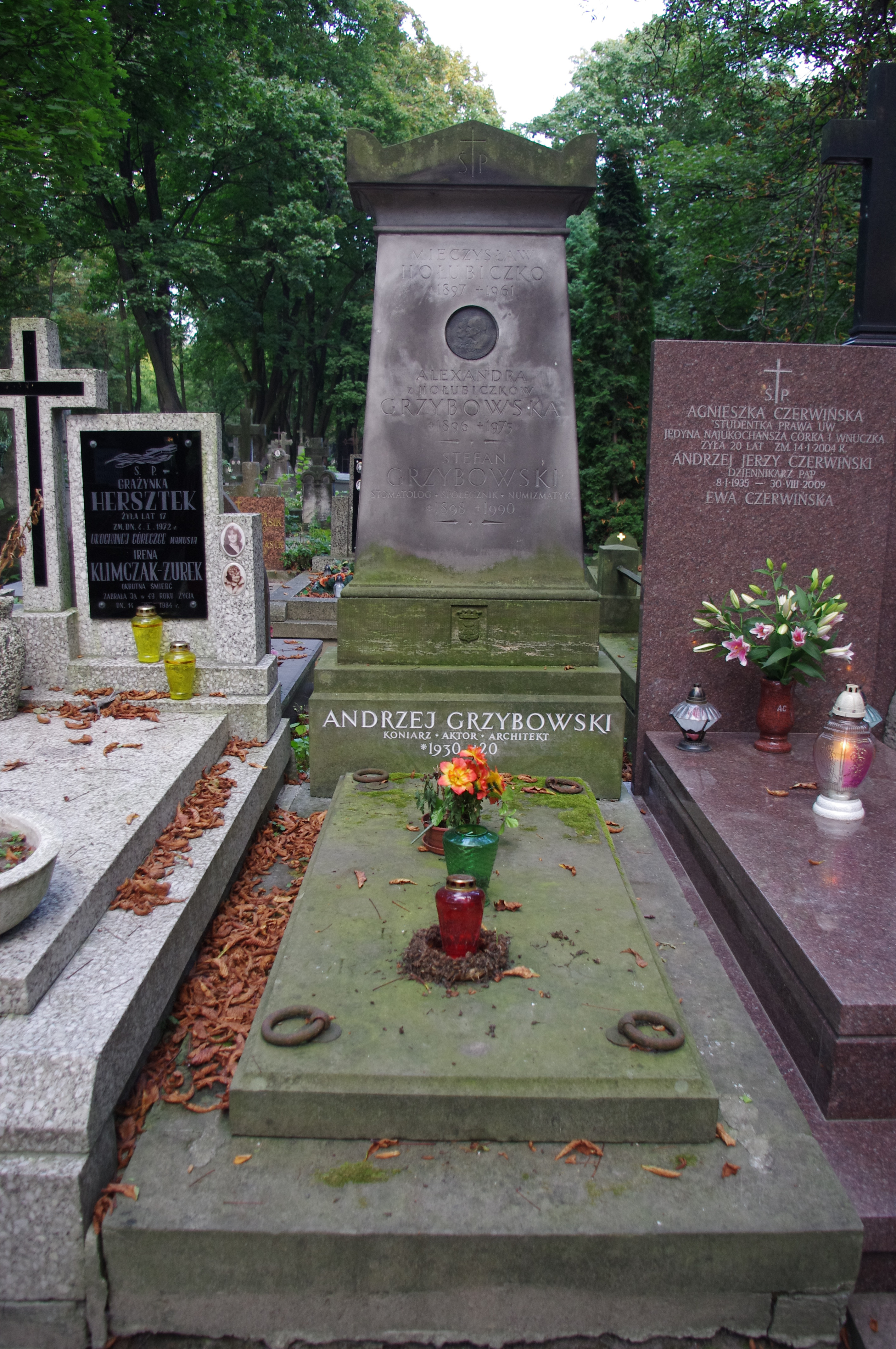
Grób Andrzeja Grzybowskiego na cmentarzu Powązkowskim w Warszawie

Andrzej Stefan Grzybowski (ur. 1 września 1930 w Warszawie, zm. 25 października 2020) – polski aktor teatralny i filmowy, architekt, rysownik, kaligraf, projektant wnętrz, hipolog, heraldyk i kolekcjoner.

## Pochodzenie i wykształcenie
Był synem Stefana Grzybowskiego, lekarza stomatologa i numizmatyka (1898–1990). Ukończył VI Liceum Ogólnokształcące im. Tadeusza Reytana w Warszawie (1948) i Państwową Wyższą Szkołę Teatralną w Warszawie.

## Działalność zawodowa, sportowa i twórcza

### Aktorstwo
Zadebiutował jako aktor w 1952 roku. Występował w teatrach w Opolu, Olsztynie, Bielsku-Białej i Warszawie, w latach 1978–1995 w Teatrze Współczesnym w Warszawie. Zagrał epizodyczne role w kilku znanych filmach, m.in. Krzyżacy (1960), Janosik (1973), Śmierć prezydenta (1977), Sprawa Gorgonowej (1977), Panny z Wilka (1979), Lawa (1989), Pierścionek z orłem w koronie (1992).
W 1976 roku opublikował wraz z Alicją Okońską (1916–1990) książkę Rozmowy z panią Miecią (Ludowa Spółdzielnia Wydawnicza, Warszawa 1976), poświęconą aktorce Mieczysławie Ćwiklińskiej, z której zespołem w latach 1964–1972 uczestniczył w tournée po Polsce i Stanach Zjednoczonych ze spektaklem Drzewa umierają stojąc.

### Jeździectwo i hipologia
Od wczesnych lat jego pasją było jeździectwo. W latach studenckich odbył praktykę jeździecką na torach wyścigów konnych na Służewcu w Warszawie; później należał do sekcji jeździeckiej Klubu Sportowego Ogniwo na warszawskim Grochowie. Często odwiedzał Państwową Szkołę Sztuki Cyrkowej w Julinku, gdzie poznawał tajniki specjalistycznego układania koni. Jego umiejętności jeździeckie były wysoko oceniane przez przedwojennych polskich medalistów olimpijskich, majora Adama Królikiewicza i podpułkownika Karola Rómmla.
Od lat 50. XX wieku był związany ze Stadniną Koni Janów Podlaski i przyjaźnił się z jej wieloletnim dyrektorem Andrzejem Krzyształowiczem. Przyjaźnił się również z Eriką Schiele, światowej sławy znawczynią koni arabskich poznaną w 1967 roku w Janowie Podlaskim, i rotmistrzem Stanisławem Gepnerem, wybitnym znawcą jeździectwa, polskiego historycznego umundurowania wojskowego i pojazdów zaprzęgowych, w latach 1948–1950 dyrektorem Państwowego Ośrodka Muzealnego w Łańcucie. Uważał Stanisława Gepnera za swojego mistrza.
Zgromadził kolekcję malarstwa i akcesoriów jeździeckich oraz bibliotekę o tematyce hipologicznej. Był autorem projektów stylowych zaprzęgów, rzędów jeździeckich i strojów służby zaprzęgowej do filmów kostiumowych Dama Pikowa (1972), Janosik (1973), Wielka miłość Balzaka (1973), Mazepa (1975), Biesy (1988) i Anna Karenina (1999).
Dla Muzeum w Łańcucie, z którym ściśle współpracował, zaprojektował m.in. rekonstrukcję zimowej liberii z bogatym szamerunkiem przeznaczonej do zimowego zaprzęgu wchodzącego w skład zbiorów placówki. Często odwiedzał Łańcut w towarzystwie historyka sztuki profesora Tadeusza Stefana Jaroszewskiego, ceniącego jego wiedzę architektoniczną i talenty.

### Rysunek i kaligrafia
W dzieciństwie uczył się rysunku i malarstwa u malarza Henryka Szczyglińskiego, a kaligrafii u liternika Tadeusza Woltera, autora książki Wzory pisma ozdobnego (Warszawa 1929). W 1967 roku zaprojektował logo Stadniny Koni Janów Podlaski. Umiejętności rysunkowe i malarskie wykorzystywał m.in. w działalności projektowej. Zilustrował cztery książki:
- Erika Schiele: Arabiens Pferde: Allahs liebste Kinder. München: 1972, s. 1–208. ISBN 978-3-405-11141-0.
- Erika Schiele: Araber in Europa. München: 1982, s. 1–380. ISBN 3-405-12495-6.
- Jan Grabowski: Hipologia dla wszystkich. Warszawa: 1982, s. 1–289. OCLC 830311075.
- Zbigniew Prus-Niewiadomski: Karety, bryczki i uprzęże w zbiorach polskich. Warszawa: 1995, s. 1–109. ISBN 83-7064-049-4.

### Architektura i projektowanie wnętrz
W 1985 roku uzyskał status architekta wnętrz. Był m.in. autorem rekonstrukcji tronów królewskich w Zamku Królewskim w Warszawie (w Sali Senatorskiej, Sali Audiencjonalnej i Sali Rady Zamkowej), a także łoża w Sypialni Stanisława Augusta i plafonu w Sali Tronowej.
Nie posiadając formalnych uprawnień architektonicznych, projektował dla prywatnych klientów wille i dwory w stylach historycznych. Niektóre ważne realizacje budowlane Andrzeja Grzybowskiego to dwór w Jeziorach Wielkich (1978), willa „Pallas Athene” w Konstancinie-Jeziornie (1988), willa Macieja Marcinkowskiego w Konstancinie-Jeziornie (lata 90. XX wieku), willa „Ustronie” w Konstancinie-Jeziornie (1995–1996), pałacyk w Zosinie (lata 90. XX wieku i po 2000 roku), „Willa nad Wodą” w Konstancinie-Jeziornie (lata 90. XX wieku) i dwór w Osieczku (po 2002 roku). Jego projekty obejmowały również szczegóły wystroju wnętrz.
W 1985 roku opracował dla Zamku Królewskiego w Warszawie projekt przerobienia dawnej kaplicy Saskiej na Salę Muzyczną i podpisał złożone plansze własnym nazwiskiem wraz z adnotacjami w języku francuskim: „Premier Architecte de Sa Majesté Roy de Pologne et Electeur de Saxe” („Naczelny Architekt Jego Wysokości Króla Polski i Elektora Saskiego”) oraz „a Varsovie A MCMLXXXV D” („w Warszawie Roku Pańskiego 1985”). Forma plansz do złudzenia przypominała autentyczne projekty powstałe na zamówienie Augusta III Sasa i jedna z pracownic naukowych Zamku, mająca skatalogować dokumentację, rozpoczęła poszukiwania informacji o życiu i twórczości Andrzeja Grzybowskiego, architekta żyjącego rzekomo w XVIII wieku. Nieporozumienie szybko się wyjaśniło, a do Andrzeja Grzybowskiego przylgnęło określenie „Premier Architecte de Sa Majesté Roy de Pologne”.
Ostatnim projektem architektonicznym Andrzeja Grzybowskiego była para nieistniejących wcześniej ołtarzy bocznych w kościele Najświętszego Zbawiciela w Warszawie.

### Heraldyka
Pasjonował się heraldyką i w 1987 roku był członkiem założycielem Polskiego Towarzystwa Heraldycznego. Motywy heraldyczne wykorzystywał m.in. w projektach architektonicznych.

## Recepcja twórczości Andrzeja Grzybowskiego
Działalność architektoniczna, malarska i hipologiczna Andrzeja Grzybowskiego stała się tematem wystaw, książek i publikacji w czasopismach.

### Wystawy
- Zbiory i prace Andrzeja Grzybowskiego, wystawa zorganizowana w 1983 roku w gmachu Podchorążówki w Łazienkach Królewskich w Warszawie, poświęcona tematyce hipologicznej[6]
- Koń w życiu i kulturze. Ze zbiorów Andrzeja Grzybowskiego i Lesława Kukawskiego, wystawa zorganizowana w 1985 roku w Muzeum im. Wiktora Stachowiaka w Trzciance[2] (katalog: Lesław Kukawski, Koń w życiu i kulturze. Ze zbiorów Andrzeja Grzybowskiego i Lesława Kukawskiego, Trzcianka 1985)
- Wierzchowce i ekwipaże Andrzeja Grzybowskiego, wystawa monograficzna zorganizowana w 2000 roku w Muzeum w Łańcucie[2] (katalog: Aldona Cholewianka-Kruszyńska, Wierzchowce i ekwipaże Andrzeja Grzybowskiego, Łańcut 2000, ISBN 83-911799-3-1)
- Przyjaciele. Stanisław Gepner i Andrzej Grzybowski, wystawa zorganizowana w 2005 roku w Muzeum Łowiectwa i Jeździectwa w Warszawie[2] (katalog: Przyjaciele: Stanisław Gepner i Andrzej Grzybowski, tekst Aldona Cholewianka-Kruszyńska, katalog i red. Hanna Łysakowska, Warszawa 2005, ISBN 83-87238-25-2)

### Publikacje książkowe
- Tadeusz Stefan Jaroszewski, Premier Architecte de Sa Majesté Roy de Pologne, Warszawa 1998, ISBN 83-908811-0-1
- Maciej Loba, Andrzej Grzybowski. Polski historyzm współczesny, Rzeszów 2008, ISBN 978-83-89891-49-5

### Publikacje w czasopismach
- Tadeusz Stefan Jaroszewski, Kilka słów o najnowszej historii Kaplicy Saskiej w Zamku Królewskim w Warszawie [w:] „Roczniki Humanistyczne”, tom XXXV, zesz. 4, 1987
- Dariusz Chyb, Rekonstrukcja tronu Sali Senatorskiej w Zamku, [w:] „Kronika Zamkowa”, 3 (17) 1988
- Aldona Cholewianka-Kruszyńska, Jak Andrzej Grzybowski trzyma wodze i pędzel, [w:] „Wokół Konia”, 2, 2002

Został pochowany w grobie rodzinnym na cmentarzu Powązkowskim w Warszawie (kwatera 86-6-7).